# Apocedria nodifer
Apocedria nodifer är en stekelart som beskrevs av Van Achterberg och Chen 2004. Apocedria nodifer ingår i släktet Apocedria och familjen bracksteklar. Inga underarter finns listade i Catalogue of Life.